# ハード・ウェイ
『ハード・ウェイ』（原題：The Hard Way）は1991年に製作・公開されたアメリカ映画。マイケル・J・フォックスとジェームズ・ウッズとの共演によるアクション・コメディ映画。

## ストーリー
ニック・ラング（マイケル・J・フォックス）は人気絶頂のハリウッド・スター。しかし、彼は従来のアイドル路線をやめて、大人の役を演じたいと切望していた。
そんな中、ニックは偶然テレビで見たニューヨーク市警察殺人課刑事のジョン・モス（ジェームズ・ウッズ）に憧れを抱くようになり、彼と行動を共にすれば渋い刑事役がこなせると信じ、単身ニューヨークに渡る。上司の命令で渋々ニックのお守りをすることになったジョン。
短気でがさつなジョンには、子供のようなニックは生理的に合わず、しかも、連続殺人犯パーティ・クラッシャー（スティーヴン・ラング）の追跡を、ニックのお守りのために担当からはずされてしまう。同居、恋愛関係、プライバシーに遠慮なく入ってくるニックに対し、ついにジョンは我慢の限界を超えてしまう。

## 登場人物
ニック・ラング
演 - マイケル・J・フォックス
人気絶頂のハリウッド・スター。しかし、仕事の方向性で悩んでおり、本人はアクション俳優をやりたがっている。彼女がいる。役になりきろうとするプロフェッショナルだが、その役と同様の職種の人間と一緒に行動したがる悪癖ともなっている。それゆえ、刑事の役作りのためにモスに弟子入りする。恋愛が上手いのか、モスにアドバイスをしていた。
ジョン・モス
演 - ジェームズ・ウッズ
刑事。利己的な理由で自分と一緒にいようとするニックを疎んでいる。気性が荒い。
パーティ・クラッシャー
演 - スティーヴン・ラング
連続殺人犯。
スーザン
演 - アナベラ・シオラ
モスの交際相手。娘がいるシングルマザー。
グレイニー
演 - ジョン・カポダイス
刑事。
ベニー
演 - ルイス・ガスマン
刑事。
ビリー
演 - LL・クール・J
刑事。
チャイナ
演 - メアリー・マーラ
刑事。
ブリックス
演 - デルロイ・リンドー
署長。妻がおり、妻はニックのファン。
アンジー
演 - ペニー・マーシャル
ニックのマネージャー。
ボニー
演 - クリスティーナ・リッチ
スーザンの娘。メル・ギブソンのファン。

## キャスト
| 役名                   | 俳優                    | 日本語吹替                                                                                       | 日本語吹替 | 日本語吹替 |
| 役名                   | 俳優                    | VHS・DVD版                                                                                       | フジテレビ版 | テレビ朝日版 |
| ---------------------- | ----------------------- | ------------------------------------------------------------------------------------------------ | --- | --- |
| ニック・ラング         | マイケル・J・フォックス | 山寺宏一                                                                                         | 宮川一朗太 | 宮本充 |
| ジョン・モス刑事       | ジェームズ・ウッズ      | 樋浦勉                                                                                           | 大塚明夫 | 野沢那智 |
| パーティ・クラッシャー | スティーヴン・ラング    | 内海賢二                                                                                         | 納谷六朗 | 小川真司 |
| スーザン               | アナベラ・シオラ        | 土井美加                                                                                         | 佐々木優子 | 日野由利加 |
| グレイニー刑事         | ジョン・カポダイス      | 島香裕                                                                                           | 土師孝也 | 島香裕 |
| ベニー刑事             | ルイス・ガスマン        | 辻親八                                                                                           | 斎藤志郎 | 石塚運昇 |
| ビリー刑事             | LL・クール・J           | 大塚芳忠                                                                                         | 中田和宏 | 二又一成 |
| チャイナ刑事           | メアリー・マーラ        | 金野恵子                                                                                         | 田中敦子 | 朝倉佐知 |
| ブリックス署長         | デルロイ・リンドー      | 中庸助                                                                                           | 中庸助 | 坂口芳貞 |
| アンジー               | ペニー・マーシャル      | 藤波京子                                                                                         | 藤堂陽子 | 藤木聖子 |
| ボニー                 | クリスティーナ・リッチ  | こおろぎさとみ                                                                                   | 多田葵 | 吉若恵 |
| ラングの彼女           | キャシー・ナジミー      |                                                                                                  | | |
| ウィザースプーン       | コンラッド・ロバーツ    | 稲葉実                                                                                           | 益富信孝 | 田中康郎 |
| その他出演             | その他出演              | 星野充昭 北村弘一 田原アルノ 塚田正昭 沢木郁也 さとうあい 亀井芳子 叶木翔子 渋谷茂 小形満 石田彰 | 大山高男 秋元羊介 宮寺智子 植村喜八郎 佐野美幸 藤木聖子 阪口大助 坪井智浩 熊谷誠二 麻丘夏未 天田益男 堀部隆一 大橋世津 鳥海勝美 谷田真吾 | 沢木郁也 秋元千賀子 幹本雄之 小室正幸 水野龍司 紗ゆり さとうあい 西宏子 叶木翔子 鳥海勝美 桜井敏治 岩田光央 中原茂 古澤徹 |
| 日本語版スタッフ       |                         |                                                                                                  | | |
| 演出                   | 演出                    | 蕨南勝之                                                                                         | 壺井正 | 小山悟 |
| 翻訳                   | 翻訳                    | 木原たけし                                                                                       | 松原桂子 | たかしまちせこ |
| 調整                   | 調整                    |                                                                                                  | 高橋久義 | 金谷和美 |
| 効果                   | 効果                    |                                                                                                  | VOX | リレーション |
| プロデューサー         | プロデューサー          |                                                                                                  | 井瀧信吾 | 圓井一夫 |
| 制作                   | 制作                    | 東北新社                                                                                         | グロービジョン | ケイエスエス |
| 初放送                 | 初放送                  |                                                                                                  | 1994年10月29日 『ゴールデン洋画劇場』 | 1996年6月9日 『日曜洋画劇場』                                                                                             |

※2015年10月21日発売の『ユニバーサル 思い出の復刻版 ブルーレイ』にはフジテレビ版の日本語吹き替えを収録。

## スタッフ
- 監督：ジョン・バダム
- 製作：ロブ・コーエン、ウィリアム・サックハイム
- 脚本：ダニエル・パイン、レム・ドブス
- 音楽：アーサー・B・ルビンスタイン
- 撮影：ドン・マカルパイン、ロバート・プライムス

## 備考
- 刑事役のジェームズ・ウッズは役作りのため、本物の警察官に密着した。まさに、ニックと同じ事をした訳である。
- ザ・シンプソンズの『アープーとジェームズ・ウッズ』(#5.13)という回で、マイケル・J・フォックスのような役を探しているかということで、ジェームズ・ウッズがクイックEマートで働いているという冗談を言う場面があった。これは、ジェームス・ウッズにつながりがあるという点では同じだが、正反対の役である。この話において、クイックEマートの面接に出た際ジェームズ・ウッズは自身が過去に出た作品のリストを見せた。